# Giovanni Gerolamo Saccheri

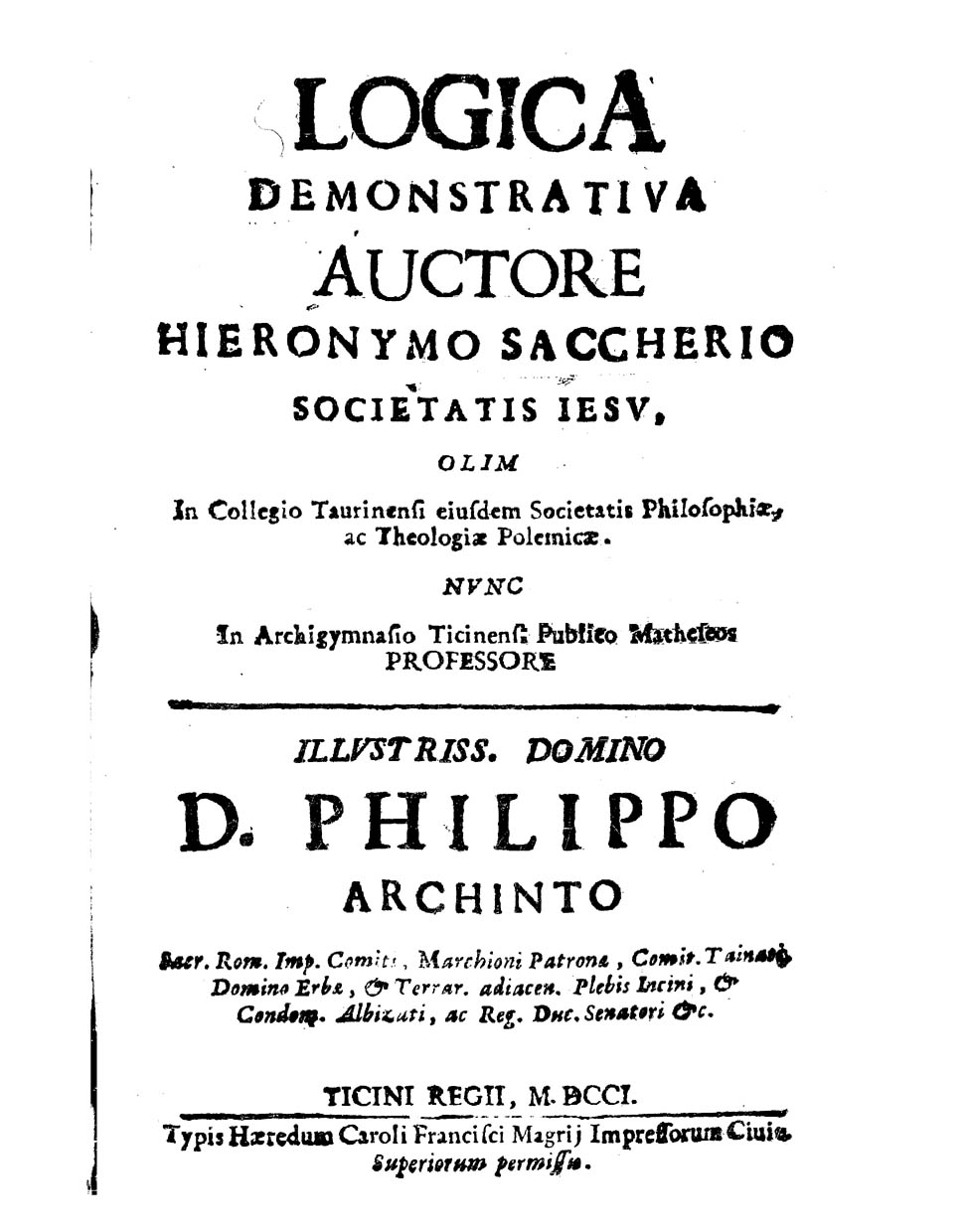
Logica demonstrativa, 1701

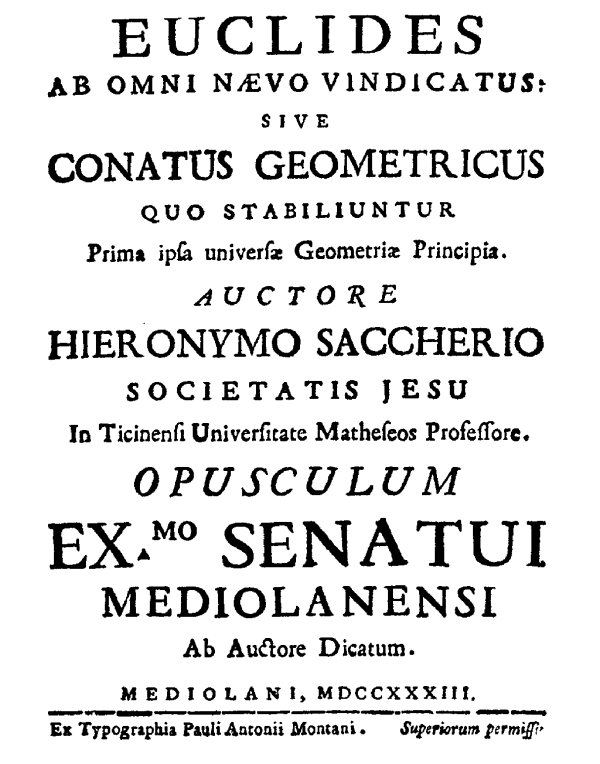
Portada de Euclides ab omni naevo vindicatus

Giovanni Gerolamo Saccheri (San Remo, 1667-Milán, 1733), fue un filósofo escolástico y matemático jesuita italiano. 

## Biografìa
A los dieciocho años ingresó en la Compañía de Jesús, que estaba en su camino hacia el estudio de la geometría. Saccheri fue discípulo de Tommaso Ceva, profesor de matemáticas en el Colegio Jesuita de Brera de Milán. En 1697 publicó un tratado notable sobre lógica y en 1708 un tratado de estática. En 1733, el año de su muerte, dejó el trabajo de mayor importancia para la historia de los fundamentos de la geometría: Euclides ab omni naevo vindicatus (literalmente, Euclides Liberado de Cada Defecto). Fue sin duda el más grande matemático italiano de la primera mitad del siglo XVIII.
Sus numerosos estudios en el campo de la geometría dieron lugar a dos geometrías totalmente distintas a la euclidiana: la hiperbólica y la elíptica, que surgieron como una respuesta al famoso quinto postulado de Euclides.
Junto con otros matemáticos como Georg Klügel y Johann Heinrich Lambert se le reconoce por haber explorado la idea de sustituir el quinto postulado expuesto en la obra de Euclides Los Elementos. Esto llevó a que la afirmación del quinto postulado podría sustituirse por otro que lo contradijera, pero manteniendo los otros cuatro. Esto generaría otras geometrías alternativas, tal era la intuición de estos hombres pero que no se animaron a dar el paso decisivo en la construcción de estas geometrías que sí lograron Lobachevsky, Bolyai y Riemann.
Saccheri probó algunos resultados de lo que serían las nuevas geometrías donde por ejemplo, señaló que las hipótesis del ángulo recto, obtuso y agudo equivalen respectivamente a suponer que la suma de los ángulos interiores de un triángulo es igual, mayor y menor que dos rectos.
Ante la imposibilidad de avanzar a otras geometrías, quizás por una falta de atrevimiento o a las convenciones de su tiempo, afirmó: "La hipótesis del ángulo agudo es absolutamente falsa, porque es repugnante a la naturaleza de la recta".

## Obras
- Quæsita geometrica, 1693
- Logica demonstrativa, 1697
  - Logica demonstrativa (en latín). Ticini Regij: typis haeredum Caroli Francisci Magrij impressorum ciuit. 1701.
  - Logica dimostrativa. Testo latino a fronte; a cura di a cura di Paolo Pagli e Corrado Mangione, Milano, Bompiani, 2011.
- Neo-statica, 1708
- Euclides ab omni nævo vindicatus, 1733
  - L'Euclide emendato del p. Gerolamo Saccheri. Tr. e note del prof. G. Boccardini, Milano, U. Hoepli, 1904
  - (en inglés)Girolamo Saccheri's Euclides vindicatus, traducción de G. B. Halsted, Chicago, Open court publishing company, 1920
  - Euclide liberato da ogni macchia. Testo latino a fronte; a cura di Pierangelo Frigerio, introduzione di Imre Toth ed Elisabetta Cattanei, Milano, Bompiani, 2001.